# العلاقات الروسية النيبالية
العلاقات الروسية النيبالية هي العلاقات الثنائية التي تجمع بين روسيا ونيبال.

## مقارنة بين البلدين
هذه مقارنة عامة ومرجعية للدولتين:
| وجه المقارنة                                              | روسيا                                   | نيبال                               |
| --------------------------------------------------------- | --------------------------------------- | ----------------------------------- |
| المساحة (كم2)                                             | 17.08 مليون                             | 147.18 ألف                          |
| عدد السكان (نسمة)                                         | 146.80 مليون                            | 29.40 مليون                         |
| الكثافة السكانية (ن./كم²)                                 | 8.59                                    | 199.76                              |
| العاصمة                                                   | موسكو                                   | كاتماندو                            |
| اللغة الرسمية                                             | اللغة الروسية                           | اللغة النيبالية                     |
| العملة                                                    | روبل روسي                               | روبية نيبالية                       |
| الناتج المحلي الإجمالي (بليون دولار)                      | 1.58 تريليون                            | 24.47 مليار                         |
| الناتج المحلي الإجمالي (تعادل القوة الشرائية) بليون دولار | 3.69 تريليون                            | 70.20 مليار                         |
| الناتج المحلي الإجمالي الاسمي للفرد دولار أمريكي          | 9.09 ألف                                | 743                                 |
| الناتج المحلي الإجمالي للفرد دولار أمريكي                 |                                         | 2.37 ألف                            |
| مؤشر التنمية البشرية                                      | 0.798                                   | 0.548                               |
| رمز المكالمات الدولي                                      | +7                                      | +977                                |
| رمز الإنترنت                                              | .ru، .рф، .рус ‏، .su                    | .np                                 |
| المنطقة الزمنية                                           | Magadan Time ‏، ت ع م+02:00، ت ع م+12:00 | ت ع م+05:45، التوقيت الموحد لنيبال ‏ |

## منظمات دولية مشتركة
يشترك البلدان في عضوية مجموعة من المنظمات الدولية، منها:
| علم المنظمة | اسم المنظمة                        | تاريخ انضمام روسيا | تاريخ انضمام نيبال |
| ----------- | ---------------------------------- | ------------------ | ------------------ |
|             | مؤسسة التنمية الدولية              | 16 يونيو 1992      | 6 مارس 1963        |
|             | يونسكو                             | 21 أبريل 1954      | 1 مايو 1953        |
|             | مؤسسة التمويل الدولية              | 12 أبريل 1993      | 7 يناير 1966       |
|             | منظمة حظر الأسلحة الكيميائية       | ?                  | ?                  |
|             | الأمم المتحدة                      | 24 أكتوبر 1945     | 14 ديسمبر 1955     |
|             | منظمة الشرطة الجنائية الدولية      | 27 سبتمبر 1990     | ?                  |
|             | البنك الدولي للإنشاء والتعمير      | 16 يونيو 1992      | 6 سبتمبر 1961      |
|             | الاتحاد البريدي العالمي            | ?                  | ?                  |
|             | وكالة ضمان الاستثمار متعدد الأطراف | 29 ديسمبر 1992     | 9 فبراير 1994      |
|             | منظمة التجارة العالمية             | 22 أغسطس 2012      | ?                  |
|             | الفريق المعني برصد الأرض           | ?                  | ?                  |

## وصلات خارجية
- موقع وزارة الخارجية الروسية
- موقع وزارة الخارجية النيبالية